# Jakići II
Jakići II is een plaats in de gemeente Poreč in de Kroatische provincie Istrië. De plaats telt 13 inwoners (2001).